# Carlos Castaños Valenzuela
Carlos Humberto Castaños Valenzuela (14 de abril de 1977) es un político mexicano, miembro del Partido Acción Nacional. Ha sido en dos ocasiones diputado federal.

## Reseña biográfica
Carlos Castaños es licenciado en Ciencias Políticas y Administración Pública egresado de la Universidad Iberoamericana. Tiene además estudios de diplomado en Seguridad y Salud en el Trabajo.
Su primer cargo público, en 1998, fue coordinador de la Dirección de Entidades Financieras de la Secretaría de Hacienda y Crédito Público que ocupó hasta 2002, de ese año a 2003 fue secretario técnico en la Dirección General de Recursos Humanos y luego Subdirector de Control Inmoviliario de la Secretaría de Medio Ambiente y Recursos Naturales. 
En 2004 fue subdelegado de Administración e Innovación de la misma SEMARNAT en el estado de Sinaloa. A partir de 2005 inició su militancia en el PAN, y a partir de ese mismo año fue secretario general adjunto del comité estatal hasta 2006 y secretario de Comunicación del mismo de ese año a 2007. De 2007 a 2010 fue delegado de la Secretaría del Trabajo y Previsión Social hasta 2010, en que pasó a igual cargo en la Secretaría de Desarrollo Social, ambas en el estado de Sinaloa.
En 2012 fue elegido diputado federal por la vía plurinominal a la LXII Legislatura que concluyó en 2015 y en que fungió como secretario de la comisión de Marina e integrante de las comisiones de Agricultura y Sistemas de Riego; de Derechos Humanos; y, Especial de Participación Ciudadana. Al termina este cargo, en 2016 fue elegido diputado a la LXII Legislatura del Congreso del Estado de Sinaloa, en donde fue integrante de la Junta de Coordinación Política y secretario de las comisiones de Participación Ciudadana; e, Instructora.
Antes de terminar su periodo de como legislador local, fue elegido diputado federal plurinominal por segunda ocasión, esta vez a la LXIV Legislatura que concluirá en 2021 y en donde es secretario de la comisión de Radio y Televisión; e integrante de las comisiones de Defensa Nacional; y de Marina.